# 洛潘乔
洛潘乔，是匈牙利巴兰尼亚州所辖的一个村。总面积4.36平方公里，总人口205，人口密度47.0人/平方公里（2011年1月1日）。